# Muballitat-Sherua
Titres
Reine de Babylone
Princesse assyrienne
Muballitat-Sherua est une princesse assyrienne, fille du roi Assur-uballit Ier et épouse de Burna-Buriash II, le roi de Babylone.

## Famille

### Mariage et enfants
De son mariage avec le roi de Babylone Burna-Buriash II, elle eut :
- Kurigalzu II
- Ou Kara-hardash selon d'autres sources